# Izvoarele (okręg Jassy)
Izvoarele – wieś w Rumunii, w okręgu Jassy, w gminie Răchiteni. W 2011 roku liczyła 1209 mieszkańców.